# بيدرو فاليدو
بيدرو مانويل فاليدو فرانكو (من مواليد 13 مارس 1970) هو لاعب كرة قدم برتغالي سابق لعب كمدافع مركزي، ويعمل حاليًا كمدرب مساعد لبنفيكا ب في ليغا برو. 
بدأ في فرق الشباب في بنفيكا، حيث سجل هدفًا واحدًا في 150 مباراة في الدوري الإسباني على مدار مسيرته مع ثمانية أندية مختلفة.
خاض فاليدو 26 مباراة دولية مع منتخب البرتغال من أقل من 18 عامًا إلى أقل من 21 عامًا ، وفاز ببطولة العالم عام 1989 مع منتخب تحت 20 عامًا.

## روابط خارجية
- بيدرو فاليدو – سجل منافسات الفيفا